# WTFPL
WTFPL (Do What the Fuck You Want to Public License) – ekstremalnie liberalna i  niekonwencjonalna licencja oprogramowania napisana przez Sama Hocevara w celu propagowania wolnego oprogramowania. Dopuszcza ona pełną swobodę dotyczącą redystrybucji i modyfikacji programów objętych tą licencją. W praktyce licencja ta przenosi objęty nią program do domeny publicznej, gdyż w sposób jawny umożliwia wszystkim robienie wszystkiego z oprogramowaniem.
Free Software Foundation uznała licencję WTFPL w wersji 2 za zgodną z GPL.

## Pełny tekst licencji

### Wersja 1
do What The Fuck you want to Public License 

Version 1.0, March 2000

Copyright (C) 2000 Banlu Kemiyatorn (]d).

136 Nives 7 Jangwattana 14 Laksi Bangkok

Everyone is permitted to copy and distribute verbatim copies

of this license document, but changing it is not allowed.

Ok, the purpose of this license is simple

and you just

DO WHAT THE FUCK YOU WANT TO.

### Wersja 2
DO WHAT THE FUCK YOU WANT TO PUBLIC LICENSE

Version 2, December 2004

Copyright (C) 2004 Sam Hocevar

14 rue de Plaisance, 75014 Paris, France

Everyone is permitted to copy and distribute verbatim or modified

copies of this license document, and changing it is allowed as long

as the name is changed.

DO WHAT THE FUCK YOU WANT TO PUBLIC LICENSE

TERMS AND CONDITIONS FOR COPYING, DISTRIBUTION AND MODIFICATION

0. You just DO WHAT THE FUCK YOU WANT TO.

## Użycie
WTFPL nie jest szeroko stosowany wśród projektów oprogramowania open source; według Black Duck Software, WTFPL jest używany przez mniej niż jeden procent projektów open source. Nieliczne przykłady obejmują edytor online OpenStreetMap Potlatch, grę wideo Liero (wersja 1.36), i rozszerzenia MediaWiki. Niektóre pliki Wikimedia Commons zostały opublikowane na warunkach WTFPL.